# Arthur Lira
Arthur César Pereira de Lira (Maceió, 25 de junho de 1969) é um advogado, agropecuarista, empresário e político brasileiro, filiado ao Progressistas (PP). Atualmente é deputado federal pelo estado de Alagoas, e serviu como o 112.º Presidente da Câmara dos Deputados de 2021 a 2025. É considerado um dos líderes do bloco suprapartidário conhecido como "centrão".

## Biografia
Arthur Lira nasceu em Maceió, filho de Benedito de Lira, importante político de Alagoas, e Ivanete Pereira de Lira. Formado em Direito pela Universidade Federal de Alagoas (1988-1993), é advogado, agropecuarista e empresário.
Casou-se em 1996 com Jullyene Cristiane Santos Lins, com quem teve dois filhos. De acordo com a ex-esposa, o estopim para a separação do casal, em maio de 2006, foi a descoberta de um relacionamento extraconjugal de Lira que resultou em uma filha fora do casamento.
Atualmente, Arthur Lira é casado com Angela Maria Gomes de Almeida Lira, com quem tem uma filha. Em julho de 2021, a esposa de Lira foi nomeada pelo governador de Roraima, Antonio Denarium, como secretária-adjunta da Representação Estadual no Distrito Federal, com salário líquido mensal de R$ 14 mil.

### Acusação de agressões e estupro
Em 2007, a primeira esposa de Arthur Lira, Jullyene Lins, acusou o político de agressão. De acordo com Lins, em novembro de 2006 o ex-marido teria ido a seu apartamento e a agredido física e verbalmente por 40 minutos, além de tê-la ameaçado de morte.
Inicialmente o caso tramitou na justiça comum, mas Lira ganhou foro privilegiado após ser eleito como deputado federal em 2010 e o caso foi para a Procuradoria-Geral da República. Lira foi inocentado em 29 de setembro de 2015 pelo Supremo Tribunal Federal por cinco votos a três por ausência de provas, pela prescrição do crime, pela mudança dos depoimentos e pela suposta não-comprovação das lesões em contexto de violência doméstica, sendo apontado pelo ministro Teori Zavascki que elas eram leves e que Jullyene as teria inventado para criminalizar Lira.
O caso foi investigado pelo jornal Agência Pública em 2023, para qual Lins afirmou que também foi estuprada na ocasião. A matéria foi derrubada em 18 de setembro pela 6ª Turma Cível do Tribunal de Justiça do Distrito Federal e dos Territórios e o jornal foi impedido de publicar matérias com o mesmo teor.

## Trajetória política
Foi eleito vereador em Maceió em 1992, reelegendo-se em 1996. Em 1998 foi eleito deputado estadual, reeleito em 2002 e 2006.
Já havia sido filiado ao Partido da Frente Liberal (PFL) (1991-1995), Partido da Social Democracia Brasileira (PSDB) (1995-2001), Partido Trabalhista Brasileiro (PTB) (2001-2003), Partido Progressista (PP) (2003-2005) e Partido da Mobilização Nacional (PMN) (2005-2009).
Filiou-se ao Partido Progressista (PP) em 2009 e elegeu-se deputado federal em 2010, sendo reeleito em 2014 com 98.231 votos, o quarto mais votado de seu estado. Foi líder de seu partido na Câmara entre fevereiro de 2012 e outubro de 2013. Licenciou-se do mandato na legislatura 2011-2015, para tratar de interesses particulares, a partir de 11 de dezembro de 2013. Reassumiu em 12 de abril de 2014.
Arthur Lira era considerado um dos principais aliados de Eduardo Cunha na Câmara, tendo sido inclusive indicado por ele, em fevereiro de 2015, para presidir a Comissão de Constituição e Justiça, uma das mais importantes do parlamento brasileiro. Mesmo após ser afastado do mandato de deputado, Cunha indicou Lira para presidir a Comissão de Orçamento em maio de 2016.
Arthur Lira acabou por ser designado relator de uma consulta do presidente interino da Câmara, Waldir Maranhão, sobre o rito de cassação de parlamentares, numa tentativa de salvar o mandato do presidente afastado. Maranhão também é filiado ao PP e aliado de Eduardo Cunha. Lira apresentou parecer em que defende a apresentação ao plenário de um projeto de resolução, e não do relatório elaborado pelo Conselho de Ética com o resultado da votação no colegiado pedindo a cassação de Cunha.
Em abril de 2017, votou a favor da Reforma Trabalhista. Em agosto do mesmo ano, votou a favor do presidente Michel Temer, no processo em que se pedia abertura de investigação e que poderia lhe afastar da presidência da república.
Em 2021, se candidatou para a presidência da Câmara dos Deputados com o apoio do presidente da república Jair Bolsonaro. Venceu Baleia Rossi (MDB-SP), apoiado por Rodrigo Maia, o então presidente da Câmara.
Após encerrar o mandato como presidente da Câmara, participou como representante do Congresso na missão oficial do Brasil no Japão e Vietnã. 
Em março de 2025 foi escolhido para ser o relator da proposta que amplia a isenção do imposto de renda no Brasil.  

### Presidente da Câmara dos Deputados

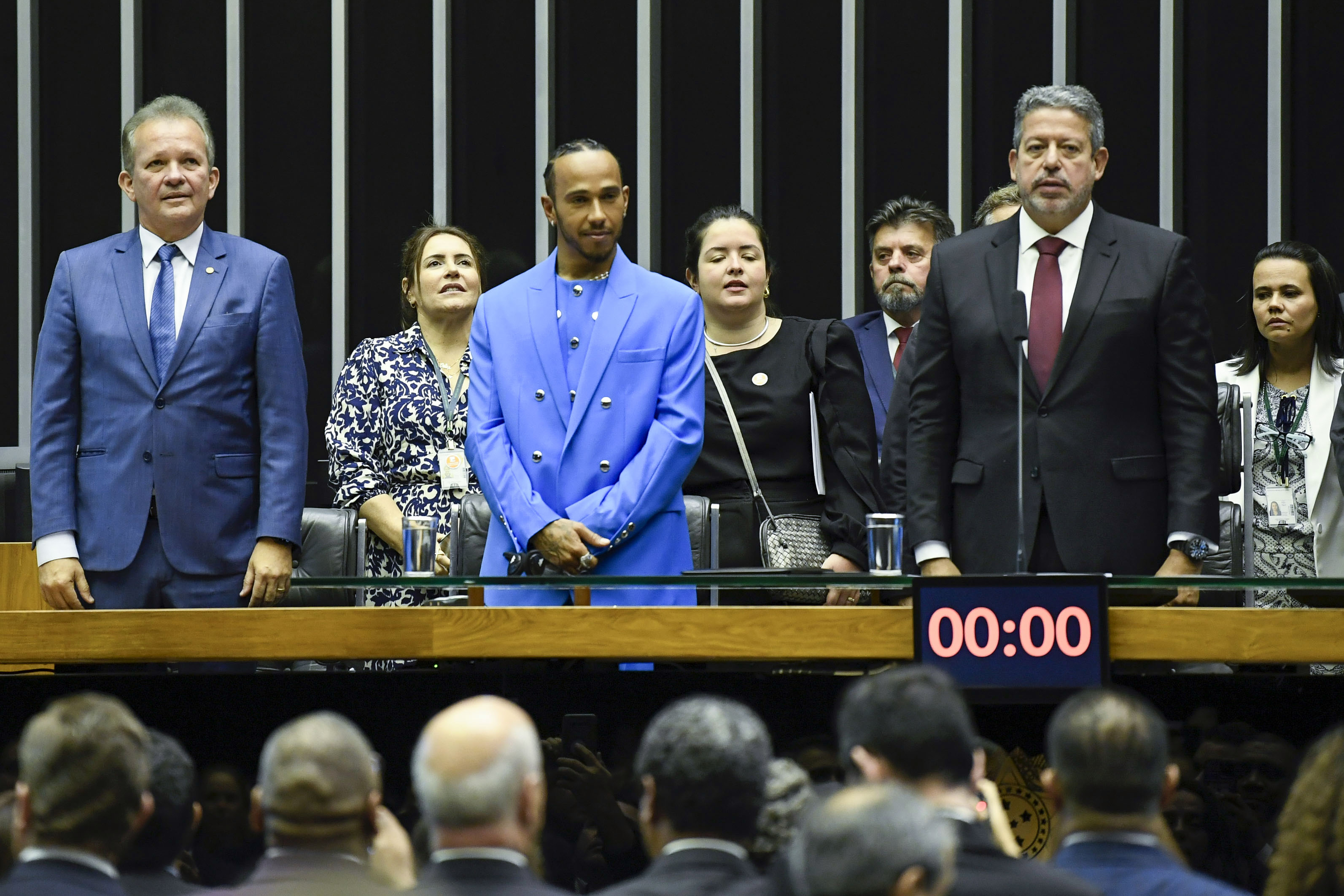
O presidente da Câmara dos Deputados, Arthur Lira, preside sessão solene da câmara destinada a conceder o título de cidadão honorário ao piloto britânico heptacampeão mundial de Fórmula 1 Lewis Hamilton.

Em seu primeiro ato de gestão, Lira anulou a inscrição do bloco de partidos que apoiou Baleia Rossi, em função de considerar que o registro da chapa foi intempestivo. A decisão possibilitou hegemonia ao grupo de Lira no comando da Câmara, que passou a ter direito a 5 das 6 vagas da mesa diretora da casa; anteriormente o grupo do emedebista teria direito a 3 das 6 cadeiras na Mesa em função do previsto no Regimento Interno da Câmara dos Deputados (RICD), ainda que muitos do grupo de Baleia tivessem dado votos à Lira.

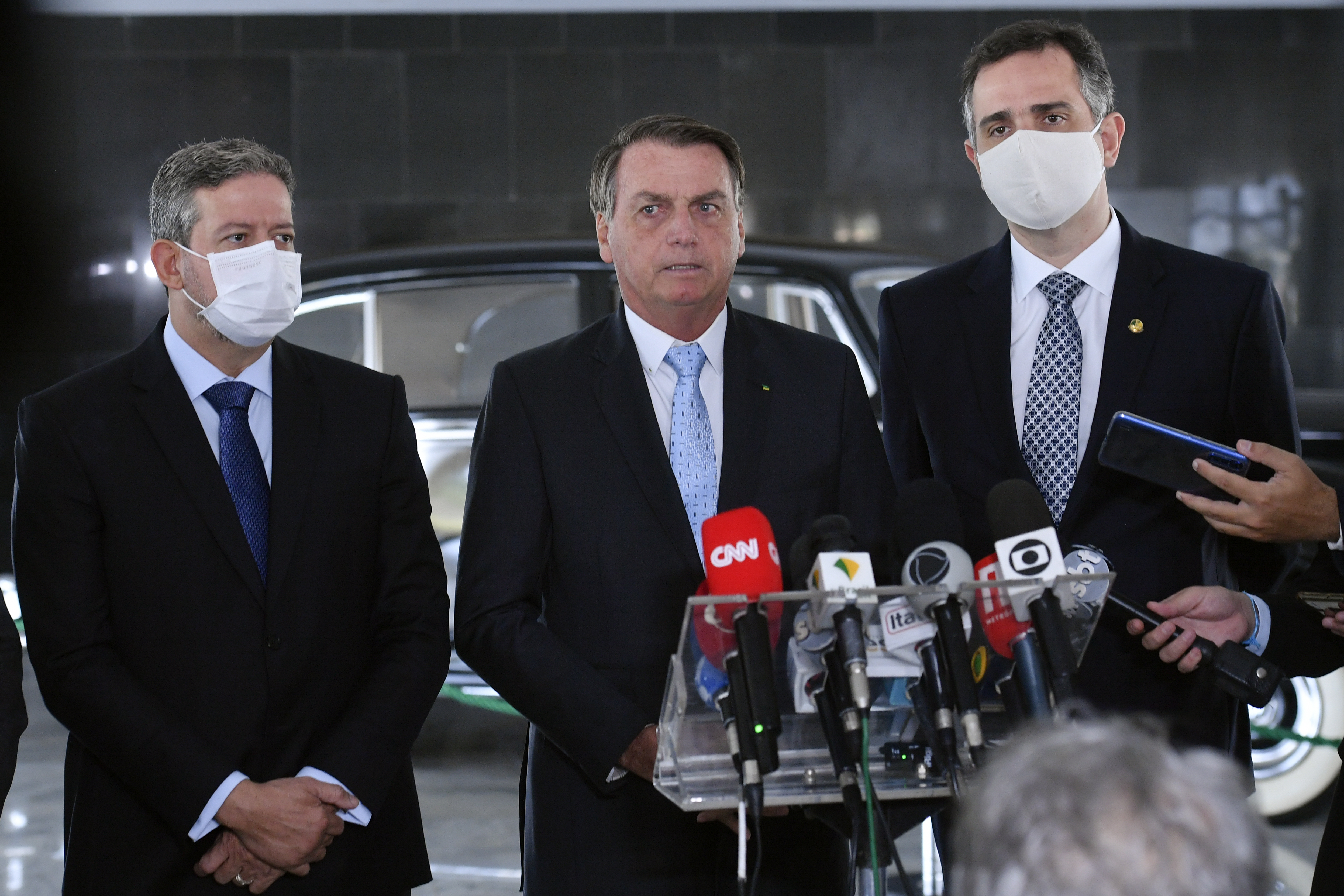
Os presidentes do Senado, senador Rodrigo Pacheco, da Câmara dos Deputados, deputado Arthur Lira e da República, Jair Bolsonaro, concedem entrevista após encontro no Palácio do Planalto.

Após isso a situação ficou insustentável, já que Arthur Lira desagradou 10 partidos e cerca de 200 parlamentares, e para negociar sua agenda, o presidente recém eleito teve de conversar com os parlamentares e redistribuiu os cargos da Mesa Diretora.[carece de fontes?] Finalmente, depois de mais de 10 formatos diferentes de propostas, os partidos chegaram a um acordo e a eleição para o restante da mesa ocorreu. O bloco de Baleia, que a princípio teria direito a três cadeiras e após a anulação só teria uma, passou a ter direito a duas cadeiras, um meio termo.
Durante o seu mandato, Lira recebeu mais de 140 pedidos de impeachment do presidente Jair Bolsonaro, mas decidiu não levar nenhum deles a votação. Lira foi um dos principais aliados de Bolsonaro durante o seu mandato e participou de sua campanha, já que seu partido, o PP, integrou o bloco de apoio ao presidente. Durante o mandato de Bolsonaro, foi criado o "orçamento secreto", que facilitou o uso de recursos por deputados, mas de uma forma obscura. Segundo a senadora Simone Tebet, o "orçamento secreto pode ser o maior esquema de corrupção do planeta". Após a eleição de 2022, Lira foi hostilizado por bolsonaristas por supostamente mudar de lado.
Em 2023, Lira recandidatou-se à presidência da Casa. Em discurso de campanha, disse querer estabelecer com o Poder Executivo "não uma relação de subordinação, mas de um pacto para aprimorar e avançar nas políticas públicas a partir da escuta cuidadosa e de sugestões das nossas comissões". Citou entre as maiores conquistas do seu primeiro mandato o fim do rol taxativo da ANS, a aprovação do piso nacional da enfermagem, a Lei da Telessaúde e a criação de campanhas de conscientização, a exemplo o Agosto Lilás. Defendeu ainda a liberdade de expressão, "desde que isso não represente uma ameaça à nossa democracia". Lira era o favorito, contando com o apoio tanto do governo Lula, em troca de sua ajuda na aprovação da PEC da Transição, quanto da oposição liderada pelo PL.

## Posicionamentos

### Defesa do semipresidencialismo
Desde que assumiu a presidência da Câmara dos Deputados em fevereiro de 2021, Arthur Lira se posicionou em diversas oportunidades em favor da adoção formal de um semipresidencialismo no Brasil, com a criação do cargo de primeiro-ministro para atuar como chefe de governo do país. Com a opinião, Arthur Lira negou querer favorecer os parlamentares, defendendo que o semipresidencialismo busca proteger o próprio presidente da República de instabilidades políticas.

## Controvérsias

### Operação Taturana
Em 16 de dezembro de 2011, o juiz Helestron Costa, da 17ª Vara da Fazenda Pública de Maceió, determinou o afastamento dos cargos públicos de Arthur Lira, na época deputado estadual, dos também deputados estaduais João Beltrão e Cícero Ferro, do prefeito de Roteiro, Fábio Jatobá, do ex-deputado estadual Celso Luiz Brandão, ex-prefeito de Canapi, e da filha de João Beltrão, Jully Beltrão, como desdobramento da Operação Taturana, deflagrada em 2007. Além disso, o magistrado decretou o bloqueio dos bens de todos eles. No entanto, pouco depois o Tribunal de Justiça de Alagoas decidiu suspender os efeitos de decisão após analisar os recursos impetrados pela defesa do parlamentar. O presidente do Tribunal, desembargador Sebastião Costa Filho, entendeu que Arthur Lira não poderia atrapalhar o andamento do processo.
Em 2012, Arthur Lira foi condenado pela 17ª Vara Cível de Maceió em uma ação civil de improbidade administrativa pelo mesmo caso. Arthur era primeiro secretário da Mesa Diretora da Assembleia Legislativa de Alagoas e teria manipulado a folha de pagamento, fazendo descontos indevidos de cheques da Assembleia. No entanto, ele recorreu da condenação.
Antes disso, em 2008 Lira já havia sido preso por obstrução da justiça. Ele estava afastado de suas funções na Assembleia Legislativa desde 17 de março pelo envolvimento no Caso das Taturanas, acusado de participar de um esquema de fraude que desviou R$ 280 milhões do legislativo, além de ter tido seus bens bloqueados. Haviam sido afastados junto com Lira os deputados Mauricio Tavares, Isnaldo Bulhões, Nelito Gomes de Barros, Edval Gaia Filho, Cícero Ferro, Cícero Amélio, Dudu Albuquerque e Antônio Hollanda Júnior.

### Enriquecimento ilícito
Em 2016, o jornalista Chico de Gois, do jornal O Globo, lançou um livro chamado Os Ben$ que os Políticos Fazem, que atinge diretamente Arthur Lira e seu pai Benedito de Lira. O livro traz 10 casos de políticos brasileiros que enriqueceram durante o exercício do mandato. Entre eles, levanta o enriquecimento de três filhos de políticos que, apesar de jovens, têm uma fortuna maior do que a de seus pais, que estão há anos na política. Além de Arthur Lira, foram citados João Henrique Caldas e Wilson Filho.
De acordo com a publicação, Arthur tinha um patrimônio declarado de R$ 79 mil no ano de 1996. Em 2006, após 10 anos, esse valor havia pulado para R$ 695 mil. Em 2010, após 14 anos e três mandatos (dois de deputado estadual e um de federal), seu patrimônio evoluiu para mais de R$ 2 milhões. Apesar deste crescimento, ele teria deixado de declarar bens como, por exemplo, um apartamento no bairro da Jatiúca, em Maceió. Junto com o pai, teria deixado de informar que são sócios na empresa D’Lira Agropecuária e Eventos, criada em 2007. O livro relata também as acusações de que o deputado foi integrante de um esquema de desvio de recursos da Assembleia Legislativa de Alagoas, dentro da chamada Operação Taturana, pelo qual chegou a ser preso, identificado pela Polícia Federal como um político "sem limites para usurpar dinheiro público", o que não o impediu de conseguir se eleger deputado federal em 2010.

### Operação Lava Jato
No dia 4 de setembro de 2015, o procurador-geral da República, Rodrigo Janot, apresentou denúncias ao Supremo Tribunal Federal contra o deputado federal Arthur Lira e seu pai, senador Benedito de Lira, por envolvimento no esquema de corrupção na Petrobras investigado pela Operação Lava Jato. Nas denúncias, Janot pede a condenação dos dois pelos crimes de corrupção e lavagem de dinheiro.
Durante as investigações, o ex-diretor da Petrobras Paulo Roberto Costa afirmou, em delação premiada, que repassou R$ 1 milhão, por intermédio do doleiro Alberto Youssef, para a campanha de 2010 ao Senado de Benedito de Lira. O valor, segundo Costa, teria saído da "cota" destinada ao PP no esquema de corrupção e seria decorrente de sobrepreços em contratos da Petrobras. No caso do deputado Arthur Lira, Youssef afirmou, também em delação premiada, que teria pago despesas de campanha do parlamentar em 2010. O doleiro também disse que soube que um assessor do deputado recebeu R$ 100 mil em espécie, mas que ele teria sido detido com o dinheiro no Aeroporto de Congonhas, em São Paulo. Ainda de acordo com o doleiro, o deputado recebia repasses mensais entre R$ 30 mil e R$ 150 mil da "cota" do PP. Em relatório enviado ao Supremo, a Polícia Federal apontou ainda que o empresário Ricardo Pessoa, da UTC Engenharia, também afirmou em depoimentos de delação premiada que os dois foram beneficiados com dinheiro desviado da Petrobras. No dia 1º de setembro a PF já havia enviado relatório ao STF no qual apontava indícios de corrupção passiva dos dois parlamentares e pedia, como uma medida cautelar em procedimento separado, o afastamento dos dois dos cargos públicos.
Arthur Lira chegou a ser fotografado na portaria da entrada do prédio de Alberto Youssef, em São Paulo. Teriam sido duas visitas. Segundo o deputado, ele realmente esteve lá para tratar de doações para a campanha de seu pai ao Senado, em 2010. Naquele ano, enquanto arrecadava para Benedito, Arthur diz ter recebido um telefonema do deputado José Janene, então tesoureiro do PP. Janene marcou uma conversa com Lira no escritório de Youssef, identificando o doleiro apenas como “primo”. Lira diz ter ido lá sem saber que se tratava de um doleiro. Ao chegar lá, Youssef estava sozinho, sem Janene, e teria dito que seria difícil conseguir doações a Benedito: na sua avaliação, dificilmente conseguiria derrotar Renan Calheiros e Heloísa Helena na disputa por duas cadeiras no Senado por Alagoas naquele ano. O deputado diz que agradeceu o tempo e retirou-se. Semanas depois, no entanto, diz ter recebido um novo telefonema, em que Janene disse que a Construtora Constran doaria 400 000 reais para a campanha. Voltou ao escritório de Youssef mais uma vez, mas, segundo ele, só foi saber quem era, de fato, o doleiro anos depois.

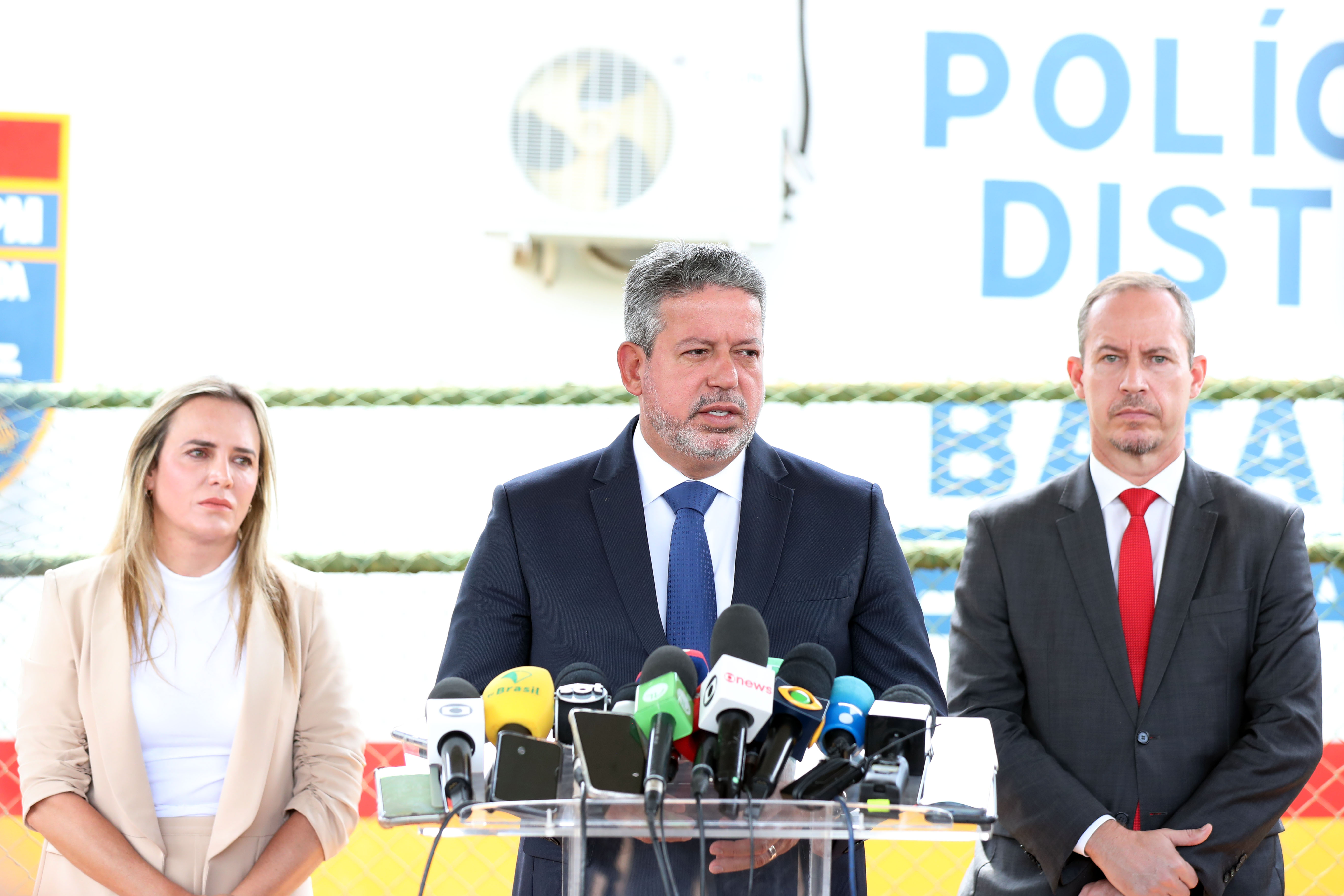
O Presidente da Câmara dos Deputados, Arthur Lira, o interventor Ricardo Cappelli e a governadora em exercício, Celina Leão, fazem visita técnica ao Batalhão da PM na Esplanada, que será reformado e terá aumento de efetivo em 2023.

Além dele, outros deputados foram gravados em frente ao mesmo prédio. Quatro companheiros de partido de Arthur, Mário Negromonte, Aline Corrêa, Nelson Meurer e João Pizzolatti, além de Luiz Argôlo (SDD) e o deputado cassado André Vargas (PT).
Em fevereiro de 2016, o STF determinou o sequestro de bens de Arthur Lira e Benedito de Lira. O pedido partiu da Polícia Federal e foi endossado pelo Ministério Público Federal. O bloqueio alcança R$ 4,2 milhões. O deputado terá seus bens sequestrados até a quantia de R$ 2,6 milhões, enquanto que o senador até o limite de R$ 1,6 milhão. O sequestro patrimonial do deputado é maior do que o de seu pai porque as investigações apontaram que ele teria pedido, em 2011, R$ 1 milhão ao empreiteiro Ricardo Pessoa. O MPF pediu a condenação dos dois políticos pelos crimes de corrupção passiva e lavagem de dinheiro e a devolução de R$ 7,8 milhões aos cofres públicos. Desse total, R$ 2,6 milhões são referentes à devolução dos valores desviados e R$ 5,2 milhões são referentes à reparação dos danos causados ao Erário devido à participação no esquema de corrupção da Petrobras. O procurador-geral Rodrigo Janot alega que Benedito e Arthur "auferiram vantagens indevidas de praticamente todas as formas observadas no esquema de corrupção e lavagem de dinheiro relacionado à Petrobras".
Em 2023,a Procuradoria-Geral da República solicitou que o Supremo rejeitasse a denúncia que o órgão havia apresentado em 2018. A PGR argumentou que mudanças na legislação em 2019 impediam que uma acusação se baseasse apenas na palavra de delator — no caso, o depoimento de Alberto Youssef. O pedido foi aceito pela Primeira Turma do STF, que rejeitou a acusação. O advogado Pierpaolo Bottini afirmou, segundo a Folha de S.Paulo, que "a corte reconheceu que a acusação era baseada apenas na delação ou em 'fofocas' sobre fatos dos quais nem mesmo o delator participou".

## Desempenho em Eleições
| Ano  | Eleição              | Partido | Cargo             | Votos   | %      | Resultado | Ref   |
| ---- | -------------------- | ------- | ----------------- | ------- | ------ | --------- | ----- |
| 1992 | Municipal de Maceió  | PFL     | Vereador          | ?       | ?      | Eleito    |       |
| 1996 | Municipal de Maceió  | PSDB    | Vereador          | 2.194   | 0,99%  | Eleito    |       |
| 1998 | Estaduais em Alagoas | PSDB    | Deputado estadual | 14.284  | 2,14%  | Eleito    | [ 2 ] |
| 2002 | Estaduais em Alagoas | PTB     | Deputado estadual | 22.565  | 1,92%  | Eleito    | [ 2 ] |
| 2006 | Estaduais em Alagoas | PMN     | Deputado estadual | 42.010  | 3,06%  | Eleito    | [ 2 ] |
| 2010 | Estaduais em Alagoas | PP      | Deputado federal  | 84.676  | 5,98%  | Eleito    | [ 2 ] |
| 2014 | Estaduais em Alagoas | PP      | Deputado federal  | 98.231  | 7,09%  | Eleito    | [ 2 ] |
| 2018 | Estaduais em Alagoas | PP      | Deputado federal  | 143.858 | 9,86%  | Eleito    | [ 2 ] |
| 2022 | Estaduais em Alagoas | PP      | Deputado federal  | 219.452 | 13,26% | Eleito    | [ 2 ] |